# Arsenio z Trigolo
Arsenio z Trigolo, właśc. Giuseppe Antonio Migliavacca (ur. 13 czerwca 1849 w Trigoli, zm. 10 grudnia 1909 w Bergamie) – włoski kapucyn, błogosławiony Kościoła katolickiego.

## Biografia
Urodził się 13 czerwca 1849 w Trigoli. Wstąpił do seminarium diecezjalnego w Cremonie w 1863 roku. 11 lat później w 1874 został wyświęcony na kapłana. W 1875 po wstąpieniu do Towarzystwa Jezusowego 25 grudnia 1877 złożył śluby zakonne. W 1902 wstąpił do zakonu Braci Mniejszych i przyjął imię zakonne Arsenio da Trigolo. Zachorował na miażdżycę i zmarł 10 grudnia 1909 w Bergamo. Po śmierci został pochowany na cmentarzu w Bergamo, a od 13 października 1953 jego szczątki spoczywają w kaplicy domu macierzystego Mediolanie.
Jego proces beatyfikacyjny rozpoczął się 3 kwietnia 1998. 21 stycznia 2016 został ogłoszony przez papieża Franciszka dekret o heroiczności cnót, zaś rok później dekret o jego cudzie. Jego beatyfikacja odbyła się 7 października 2017.